# Cinnamon Girl
«Cinnamon Girl» es una canción del músico canadiense Neil Young, publicada en el álbum de estudio Everybody Knows This Is Nowhere. La canción, grabada con el respaldo del grupo Crazy Horse, fue también publicada como sencillo y alcanzó el puesto 55 de la lista estadounidense Billboard Hot 100. 

## Historia
Al igual que otros dos temas de Everybody Knows This Is Nowhere, «Cowgirl in the Sand» y «Down by the River», «Cinnamon Girl» fue compuesta mientras el músico estaba en la cama de su hogar en Topanga con 39,5 °C de fiebre.
La canción muestra el papel prominente de Danny Whitten, guitarrista de Crazy Horse, en el sonido de las primeras grabaciones de Young. Las voces son un dueto, con Whitten cantando la armonía más alta contra la armonía inferior de Young. Young interpretó la canción con su recientemente adquirida Gibson Les Paul, una guitarra ligeramente modificada y conocida como «Old Black».
En la letra, el cantante sueña despierto con una chica, cantando que espera «entre conciertos» a su amante. Young afirmó que escribió la canción «para una chica de la ciudad viniendo hacia mí a través de los ojos de Phil Ochs tocando los crótalos. Era difícil de explicar a mi mujer». La chica de la ciudad es una referencia a la cantante de folk Jean Ray. El crítico Johnny Rogan describió la letra como «exótica y alusiva sin realmente decir nada», mientras que Toby Creswell definió la letra como «una letra críptica de amor», señalando que está cantada «sobre el duro poder de Crazy Horse». Por otra parte, John Mendelsohn sintió que la canción transmitía un mensaje de «desesperación engendrando una brutal venganza», haciendo alusión a las «palabras subjetivas casi impenetrables», pero llevada fuertemente por el sonido del «acompañamiento siniestro y pesado» de Crazy Horse.

## Versiones
«Cinnamon Girl» ha sido versionada por múltiples artistas:
- ORO grabó una versión para su álbum en vivo Metido en la Corriente (2019) junto al histórico Mandrake Wolf.
- The Gentrys grabó una versión en su álbum epónimo para Sun Records. La versión alcanzó el puesto 52 de la lista Billboard Hot 100, superando ligeramente al tema original.
- Hole usó el riff principal de la canción en «Starbelly», publicada en el álbum debut Pretty on the Inside.
- Type O Negative en su álbum de 1996 October Rust.
- John Entwistle, bajista de The Who, grabó una versión del tema para su álbum Smash Your Head Against the Wall.
- The Smashing Pumpkins publicaron una versión en la reedición en 2012 de Pisces Iscariot.
- Wilco y varios miembros de My Morning Jacket interpretaron la canción en varios conciertos de la gira de 2013 Americanarama Music Festival.
- Matthew Sweet y Susanna Hoffs en su álbum Under the Covers, Vol. 1 (2006).
- Kashmir en su álbum doble en vivo The Aftermath Disc 2 (2005).